# Warne (Carolina del Nord)
Warne és una comunitat no incorporada al comtat de Clay a l'estat estatunidenc de Carolina del Nord. L'any 2000, tenia 573 habitants en una superfície de 20,85 quilòmetres quadrats amb una densitat de població de 27,5 habitants per km².